# Verwaltungsgemeinschaft Neschwitz
Die Verwaltungsgemeinschaft Neschwitz, obersorbisch Zarjadniske zhromadźenstwo Njeswačidło, ist eine Verwaltungsgemeinschaft im Freistaat Sachsen im Landkreis Bautzen. Sie liegt im Zentrum des Landkreises, zirka 10 km nordwestlich der Kreisstadt Bautzen, südlich des Biosphärenreservates Oberlausitzer Heide- und Teichlandschaft. Durch das Gemeinschaftsgebiet führt die Bundesstraße 96. Südlich des Gemeinschaftsgebietes verläuft die Bundesautobahn 4. Diese ist über den Anschluss Salzenforst zu erreichen.

## Die Gemeinden mit ihren Ortsteilen
- Neschwitz mit den Ortsteilen Neschwitz (sorbisch Njeswačidło), Caßlau (Koslow), Doberschütz (Dobrošicy), Holscha (Holešow), Holschdubrau (Holešowska Dubrawka), Kleinholscha, Krinitz (Króńca), Lissahora (Liša Hora), Loga (Łahow), Lomske (Łomsk), Luga (Łuh), Neudorf (Nowa Wjes), Pannewitz (Banecy), Saritsch (Zarěč), Uebigau (Wbohow), Weidlitz (Wutołčicy) und Zescha (Šešow)
- Puschwitz mit den Ortsteilen Puschwitz (sorbisch Bóšicy), Guhra (Hora), Jeßnitz (Jaseńca), Lauske (Łusč), Neu-Jeßnitz (Nowa Jaseńca), Neu-Lauske (Nowy Łusč), Neu-Puschwitz (Nowe Bóšicy) und Wetro (Wětrow)